# Night in the Ruts
Night in the Ruts es el sexto álbum de estudio de la banda de hard rock estadounidense Aerosmith. Este álbum no fue producido por Jack Douglas, quien había colaborado en los cuatro discos anteriores de Aerosmith, sino por Gary Lyons. A mediados de la grabación, la discográfica y los mánagers de Aerosmith mandaron al grupo de gira, dejándolo sin tiempo extra para producir el álbum. Esta gira provocó que la salida del álbum se pospusiese hasta finales de 1979. Joe Perry dejó la banda a mediados de la gira, después de una discusión muy violenta en la que estuvieron implicados los miembros de la banda y sus esposas. Antes de que Perry se marchara, ya había completado las partes de guitarra para No Surprize, Chiquita, Cheesecake, Bone to Bone (Coney Island Whitefish Boy), y Three Mile Smile. Las partes de guitarra de las canciones que faltaban fueron grabadas por Brad Whitford, Richie Supa, Neil Thompson y Jimmy Crespo (quien luego se convirtió en el reemplazo oficial de Perry desde 1979 a 1984). 
A pesar de algunas buenas críticas, el álbum cayó rápidamente de las tablas de posiciones, desde entonces solo ha obtenido el estatus de platino. Se filmaron vídeos promocionales para No Surprize y Chiquita (con el reemplazo de Perry, Jimmy Crespo), aunque no gozaron de demasiada popularidad.

## Lista de canciones
1. "No Surprize" (Perry, Tyler) – 4:25
2. "Chiquita" (Perry, Tyler) – 4:24
3. "Remember (Walking in the Sand)" (Shadow Morton) – 4:05
4. "Cheese Cake" (Perry, Tyler) – 4:15
5. "Three Mile Smile" (Perry, Tyler) – 3:42
6. "Reefer Head Woman" (J. Bennett, Jazz Gillum, Lester Melrose) – 4:02
7. "Bone to Bone (Coney Island White Fish Boy)" (Perry, Tyler) – 2:59
8. "Think About It" (Jim McCarty, Jimmy Page, Keith Relf) – 3:35
9. "Mia" (Tyler) – 4:14

## Personal
- Tom Hamilton - bajo.
- Joey Kramer - batería.
- Joe Perry - guitarra líder.
- Steven Tyler - voz, armónica, percusión, teclado.
- Brad Whitford - guitarra.

Personal Adicional
- Louis del Gatto - saxofón barítono.
- Lou Marini - saxofón barítono, saxofón tenor.
- Barry Rogers - trombón, Saxofón tenor.
- Neil Thompson - guitarra eléctrica.
- George Young - silbato, saxofón alto.
- Richie Supa - guitarras adicionales (no es nombrado) en "Mia".
- Jimmy Crespo - solo de guitarra en Three Mile Smile.

## Producción
- Productores: Aerosmith, Gary Lyons
- Productores ejecutivos: David Krebs
- Ingenieros: Gary Lyons
- Masterización: Vic Anesini, George Marino
- Dirección: David Krebs, Steve Leber
- Supervisión Creativa: Keith Garde
- Supervisor de arte: Joel Zimmerman
- Dirección de arte: Kosh
- Diseño: Kosh, Lisa Sparagano
- Concepto de Cover de Arte: Styler
- Fotografía: Jimmy Ienner, Jr., Jim Shea

## Curiosidades
- La cubierta de la tapa del disco iba a ser originalmente usada en el sencillo de "Chip Away the Stone", el cual hizo su debut en el año de 1978.
- El nombre del álbum viene de la frase Right in the nuts (justo en las bolas) y como dice en la autobiografía de la banda, "Walk This Way", cuando cambiaron la "n" por la "r" se formaba la frase Night in the Ruts (noche en los surcos).

- Datos: Q2264249